# 岡下昌平
岡下 昌平（おかした しょうへい、1975年3月8日 - ）は、日本の政治家。自由民主党所属の元衆議院議員（2期）。
デジタル大臣政務官兼内閣府大臣政務官、大阪府議会議員（1期）を歴任。二階派（志帥会）所属。
母は元衆議院議員で内閣府大臣政務官を務めた岡下信子。

## 来歴
東京都目黒区に生まれる。暁星国際高等学校を経て日本大学経済学部経済学科を卒業後、父・岡下昌浩の秘書を務める。父の死後、2000年からは母・岡下信子の秘書を務める。2011年の第17回統一地方選挙で大阪府議会議員選挙に出馬し、初当選。
2012年の第46回衆議院議員総選挙において母・岡下信子が日本維新の会の新人馬場伸幸に敗れ、落選。大阪17区の一部の堺市南区を府政の地盤としていた岡下昌平は、後継候補として国政に転身し、2014年の第47回衆議院議員総選挙に出馬。馬場に敗れたものの、比例復活し初当選した。当選後、二階派に入会した。2017年の第48回衆議院議員総選挙に出馬し、再び馬場に敗れたものの、比例復活で再選。
2020年9月18日、菅義偉内閣で内閣府大臣政務官（マイナンバー制度、個人情報保護委員会に関する事務、規制改革、沖縄及び北方対策、PFI、デジタル改革、マイナンバー制度の一元管理、IT政策、行政改革、内閣官房・内閣府の見直し、内閣情報調査室のうち特定秘密の保護に関する事務について、各大臣の補佐を担当）。2021年9月1日より新設のデジタル大臣政務官を兼任。
2021年の第49回衆議院議員総選挙にも同様に大阪17区から出馬したが、馬場に前回・前々回より大幅に票差を広げられ、比例復活もならず議席を失った。
2023年に行われた自民党の大阪府内衆院10選挙区の支部長公募において一度は再任が保留されたが、9月12日に大阪17区支部長に再任された。
2024年の第50回衆議院議員総選挙でも馬場に敗れ落選。

## 政策
- 集団的自衛権の限定的行使容認に賛成[16]。
- 靖国神社への内閣総理大臣の参拝は問題ない[16]。
- 河野談話の見直しは必要[16]。
- カジノ解禁に賛成[16]。
- 消費税増税の際には生活必需品への軽減税率導入が必要[16]。
- 選択的夫婦別姓制度導入に反対としている[17]。

## 人物
- 2022年6月11日、世界平和統一家庭連合（旧統一教会）の関連団体「天宙平和連合」が創設した世界平和国会議員連合の日本の議員連盟「日本・世界平和議員連合懇談会」の総会が衆議院第一議員会館で開催された[18]。同議連は前年に設立された団体で、岡下は幹事に就任し、原田義昭が会長に就任した[19][20]。教団は同年10月の衆院選に立候補した議連参加者を支援し、電話かけなどを熱心に行った[18]。
- 喫煙者であり、超党派の愛煙家国会議員からなる議員連盟「もくもく会」に所属している[21]。

## 所属団体・議員連盟
- 自民党たばこ議員連盟[22]
- もくもく会[21]
- 日本会議国会議員懇談会[23]
- 神道政治連盟国会議員懇談会[23]
- みんなで靖国神社に参拝する国会議員の会[23]
- 文化芸術懇話会[24]
- 自由民主党クルーズ船観光振興議員連盟（2015年4月発足）[25]

## 選挙歴
| 当落 | 選挙                     | 執行日         | 年齢 | 選挙区         | 政党       | 得票数    | 得票率 | 定数 | 得票順位 /候補者数 | 政党内比例順位 /政党当選者数 |
| ---- | ------------------------ | -------------- | ---- | -------------- | ---------- | --------- | ------ | ---- | ------------------ | ---------------------------- |
| 当   | 2011年大阪府議会議員選挙 | 2011年4月10日  | 36   | 堺市南区選挙区 | 自由民主党 | 1万6957票 | 27.87% | 2    | 2/4                | /                            |
| 比当 | 第47回衆議院議員総選挙   | 2014年12月14日 | 39   | 大阪府第17区   | 自由民主党 | 6万3219票 | 39.37% | 1    | 2/3                | 6/9                          |
| 比当 | 第48回衆議院議員総選挙   | 2017年10月22日 | 42   | 大阪府第17区   | 自由民主党 | 5万8534票 | 38.95% | 1    | 2/3                | 5/9                          |
| 落   | 第49回衆議院議員総選挙   | 2021年10月31日 | 46   | 大阪府第17区   | 自由民主党 | 5万6061票 | 31.83% | 1    | 2/3                | 19/8                         |
| 落   | 第50回衆議院議員総選挙   | 2024年10月27日 | 48   | 大阪府第17区   | 自由民主党 | 4万5904票 | 29.19% | 1    | 2/3                | 15/6                         |